# FWD SU COE

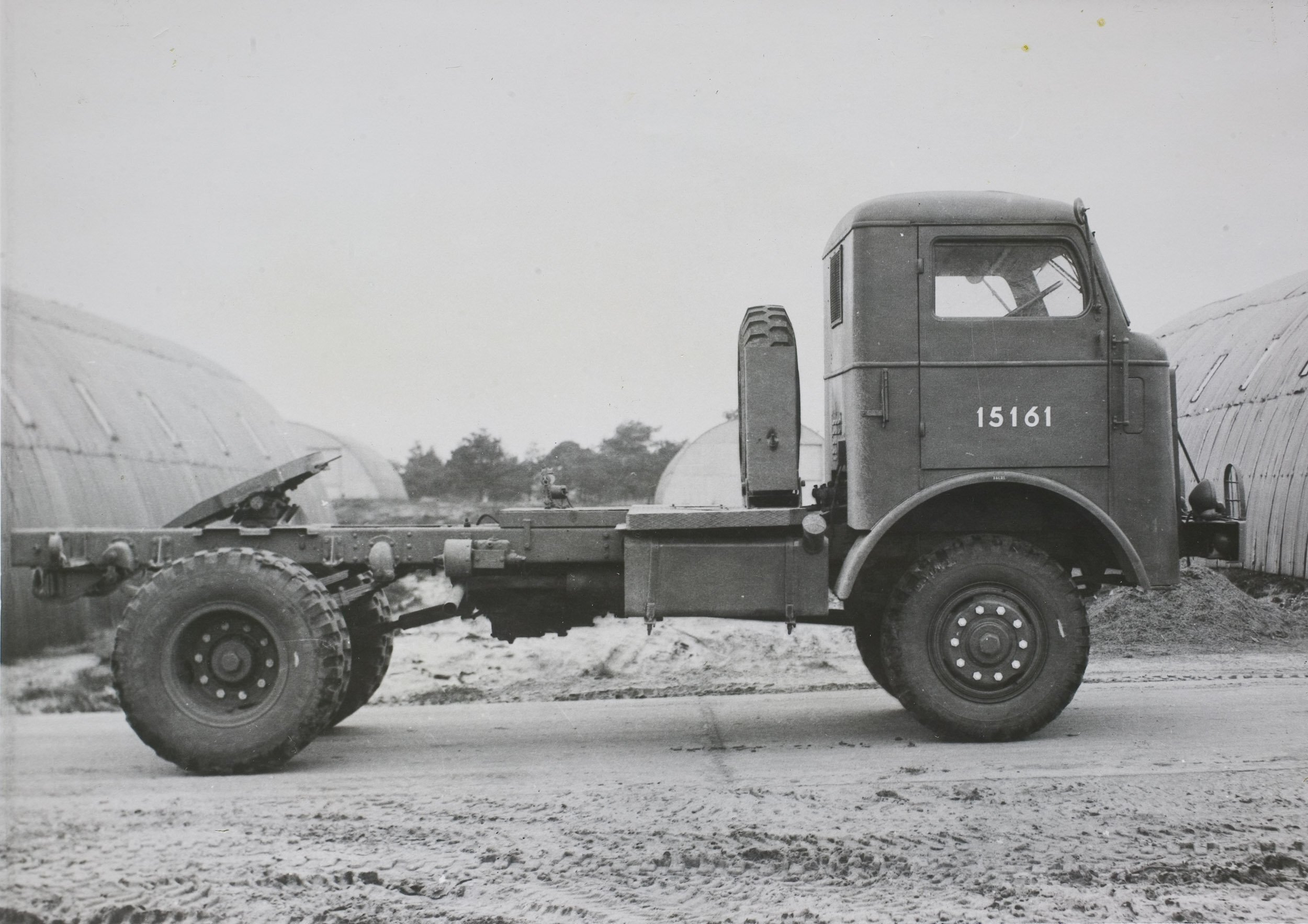
FWD trekker

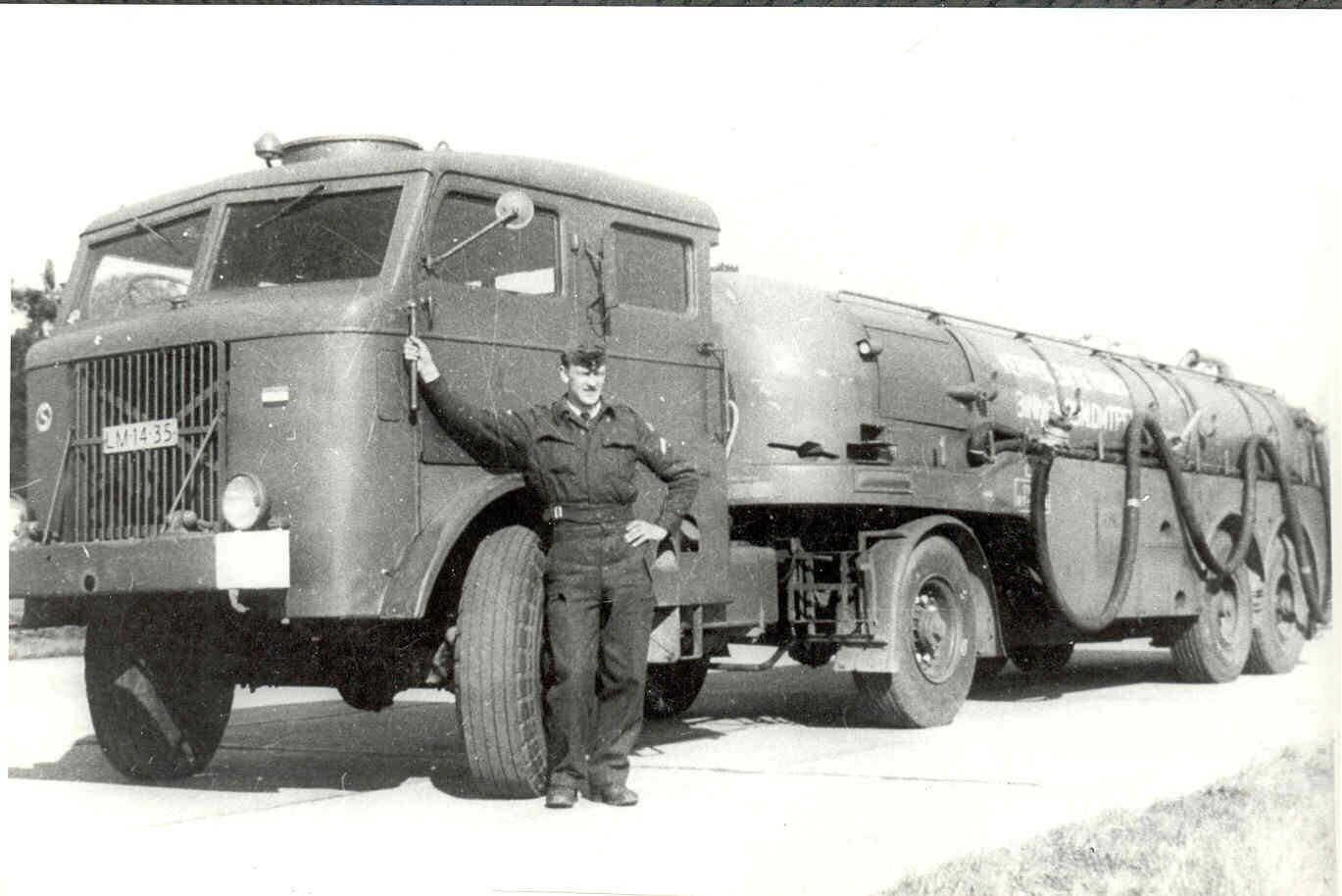
FWD trekker met dubbele cabine voor transport van vliegtuigbrandstof

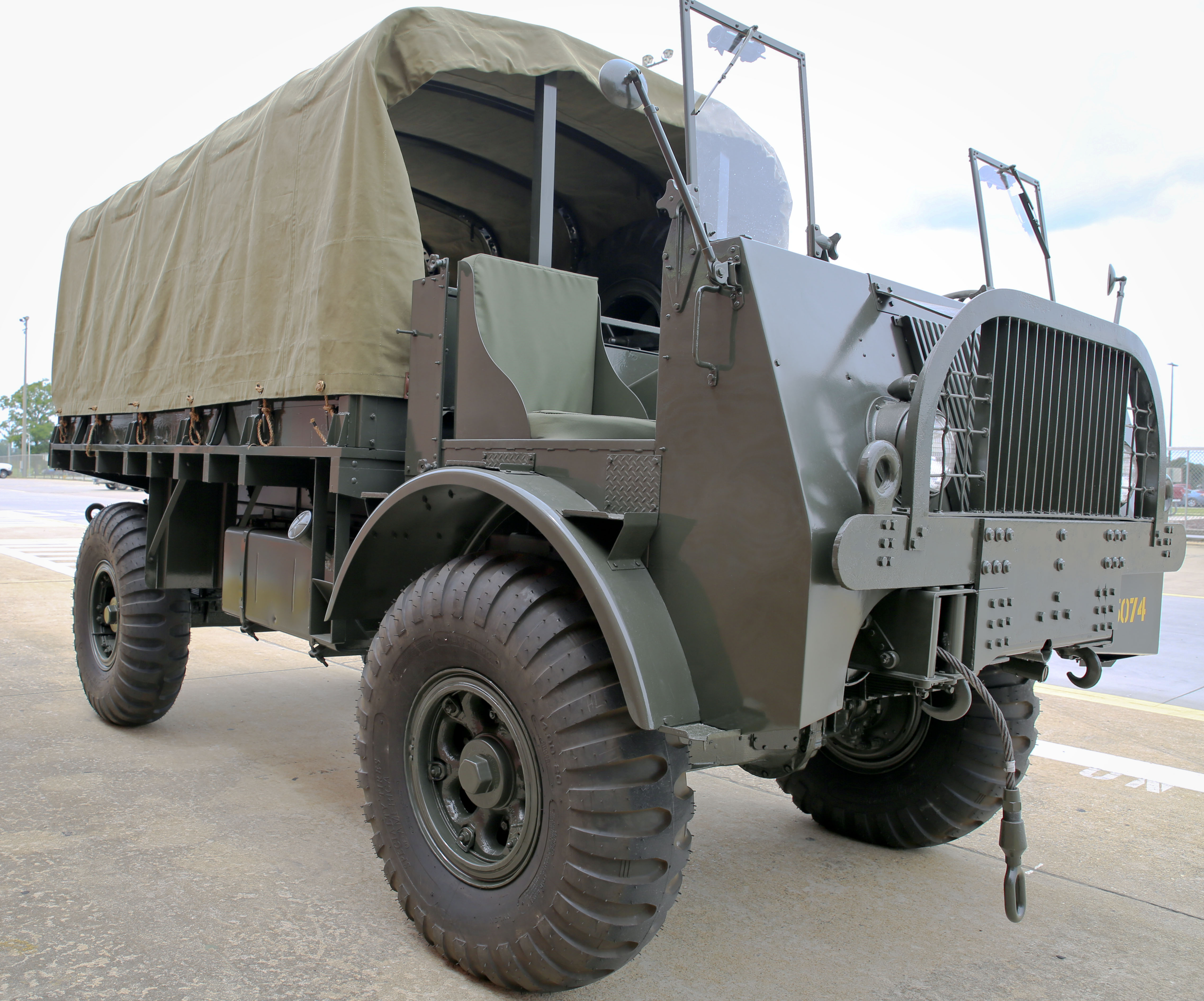
Artillerietrekker voor de USMC

De FWD SU COE was een middelzware vrachtwagen voor algemeen gebruik, ook wel gebruikt als artillerietrekker. Het is voornamelijk gebruikt door het Britse leger tijdens en na de Tweede Wereldoorlog. Het Nederlandse leger heeft achtergebleven voertuigen in gebruik genomen en kocht later 220 voertuigen die in Nederland zijn geassembleerd. Het werd in de jaren 1940 gemaakt door Four Wheel Drive Auto Company, een Amerikaanse fabrikant gevestigd in de staat Wisconsin.

## Geschiedenis
De Four Wheel Drive Auto Company (FWD) was een Amerikaans pionier van voertuigen met vierwielaandrijving. Het werd in 1909 in Clintonville opgericht door Otto Zachow en William Besserdich. In de Eerste Wereldoorlog behaalde het bedrijf grote verkoopsuccessen met de FWD Model B.
Tijdens de Tweede Wereldoorlog nam de behoefte aan legervrachtwagens weer sterk toe. Het Amerikaanse leger had echter weinig interesse, hun voorkeur ging uit naar 6×6-voertuigen met een laadvermogen van 2,5 ton en FWD maakte deze niet.
Het Britse leger gaf juist de voorkeur aan 4×4-vrachtwagens en plaatste orders. De series FWD HAR en FWD SU COE waren zeer gewild. Verder gingen voertuigen naar Canada en de Sovjet-Unie. Enkele eenheden van het Amerikaanse leger kochten wel kleine aantallen voertuigen, zoals de United States Marine Corps (USMC), het United States Army Corps of Engineers en de marine. Voor de USMC maakte FWD een speciale versie met een open cabine, hiervan zijn er tussen de 300 en 500 stuks van gemaakt en deze zijn ingezet in de campagnes in de Grote Oceaan. De meeste leveringen van de FWD SU COE vonden plaats in 1944 en 1945.

## Beschrijving
De FWD SU COE was een doorontwikkeling van een vrachtwagen voor de civiele markt en geschikt gemaakt voor de militaire rol. COE is de afkorting voor Cab Over Engine of een frontstuurcabine. Het laadvermogen was vijf à zes ton. 
Het voertuig had een standaard indeling; voor de bestuurderscabine met motor en achter de laadruimte. De cabine bood ruimte voor een chauffeur en een passagier. De voertuigen kregen een zescilinder zijklepmotor met een vermogen van 126 pk. De cilinderinhoud van de motor was 8,5 liter. De versnellingsbak telde vijf versnellingen vooruit en een achteruit. Het voertuig had continue vierwielaandrijving. De brandstoftanks hadden een capaciteit van 382 liter en gaven het voertuig een bereik van 370 kilometer. Een aanhangwagen of een kanon kon aangekoppeld worden en veel voertuigen werden uitgerust met een lier.
In augustus 1943 werd een order geplaatst voor 3200 voertuigen, een mix van artillerietrekkers en vrachtwagens. De gemiddelde contractprijs was 2656 dollar per voertuig.

## Inzet Nederland
Na de oorlog bleven veel Britse en Canadese voertuigen achter in het land. Goede exemplaren werden opgeknapt en kwamen bij het Nederlandse leger in dienst.
In 1946 bestelde Nederland nog eens 220 FWD vrachtauto's. Deze voertuigen kwamen in kratten, zogenaamde knock down kit, naar Nederland en zijn aldaar geassembleerd. Ze werden gebruik als vrachtwagen, artillerietrekker en als trekker voor opleggers. De vrachtwagen is ook ingezet door de Munitie en Mijn Opruimings Dienst (MMOD), de voorloper van de Explosieven Opruimingsdienst Defensie. In de jaren vijftig zijn enkele van de artillerietrekkers omgebouwd voor het trekken van opleggers met vliegtuigbrandstof voor de luchtmacht.